# Mapa dels sons de Tòquio
Mapa dels sons de Tòquio (títol original en anglès: Map of the Sounds of Tokyo) és una pel·lícula escrita i dirigida per Isabel Coixet estrenada el 13 de maig de 2009, tot i que no fou fins al 28 d'agost que es distribuí la versió cinematogràfica en català. Fou una de les tres candidates a representar Espanya als Oscars 2009.

## Argument
És un drama ambientat a Tòquio sobre una assassina a sou (Rinko Kikuchi) que amaga la seva autèntica professió treballant de nit en un mercat de peix. Sergi López fa el paper del propietari d'una botiga de vins.

## Repartiment
| Personatge | Intèrpret      | Veu en català |
| ---------- | -------------- | ------------- |
| Ryu        | Rinko Kikuchi  |               |
| David      | Sergi López    |               |
| Narrador   | Min Tanaka     |               |
| Yoshi      | Manabu Oshio   |               |
| Nagara     | Takeo Nakahara |               |
| Ishida     | Hideo Sakaki   |               |

## Premis
La pel·lícula va tenir dues nominacions en el Festival de Canes, on competia per aconseguir la Palma d'Or. Finalment, però, va rebre el Premi Vulcain per a artista tècnic al millor so (Aitor Berenguer).